# Bükkösd vasútállomás
Bükkösd vasútállomás egy Baranya vármegyei vasútállomás, Bükkösd településen, a MÁV üzemeltetésében. Közúti elérését a 6601-es útból kiágazó 66 305-ös számú mellékút biztosítja.

## Vasútvonalak
Az állomást az alábbi vasútvonalak érintik:
- Budapest–Pécs-vasútvonal

## Kapcsolódó állomások
A vasútállomáshoz az alábbi állomások vannak a legközelebb:
- Hetvehely megállóhely (Budapest–Pécs-vasútvonal)
- Cserdi-Helesfa megállóhely (Budapest–Pécs-vasútvonal)

## Forgalom
| Járat        | Útvonal | Gyakoriság |
| ------------ | --- | ---------- |
| személyvonat | Dombóvár – Kaposszekcső – Vásárosdombó – Sásd – Godisa – Szatina-Kishajmás – Abaliget – Hetvehely – Bükkösd – Cserdi-Helesfa – Szentlőrinc – Bicsérd – Mecsekalja-Cserkút – Pécs | 2 óránként |